# Cayuga

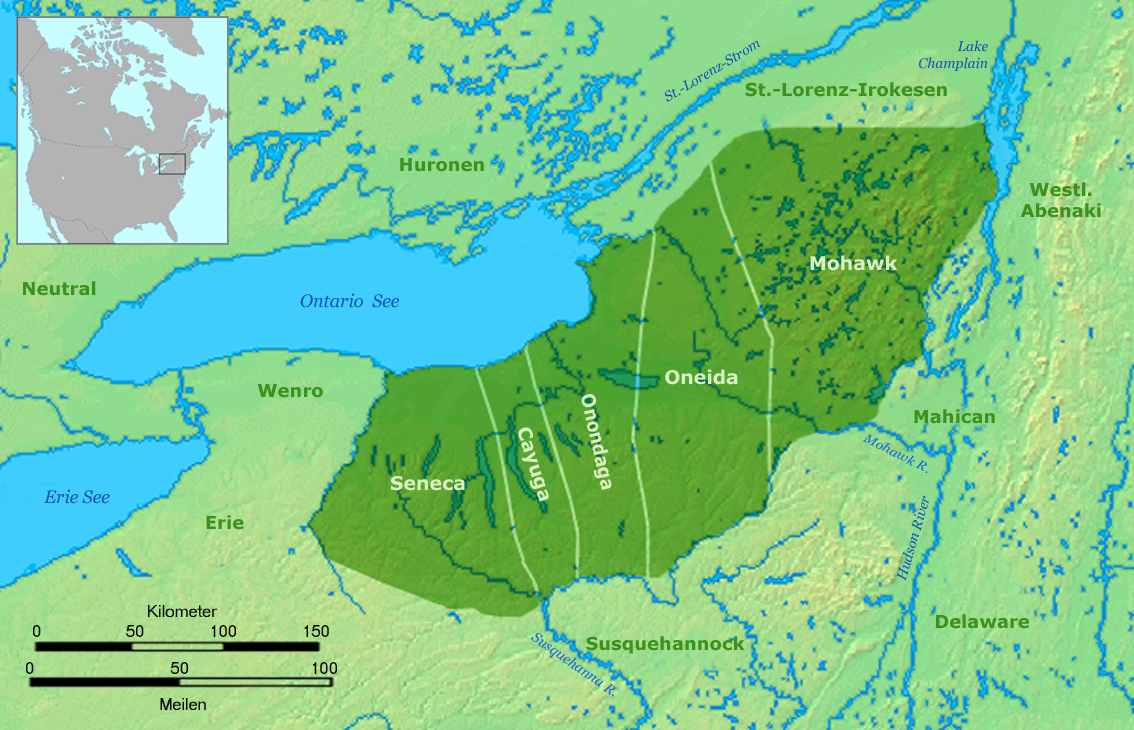

Cayuga eller Guyohkohnyo är ett irokesiskt folk som sedan urminnes tid tillhör Irokesförbundet, som en av dess tre systersöner. Deras ursprungliga bosättningsområde var mellan seneca och onondaga. Idag tillhör de flesta cayuga antingen Six Nations of the Grand River First Nation i Ontario eller Cayuga Nation of New York i New York. Grupper av cayuga och seneca som flyttade till Ohiodalen sammansmälte till ett nytt folk, mingos.